# Два брата (фильм, 1910)
«Два брата» (англ. The Two Brothers) — американская короткометражная мелодрама Дэвида Уорка Гриффита.

## Сюжет
Фильм рассказывает о двух абсолютно разных по характеру братьях, которые живут в княжестве Камарильо. Вдруг утром в пасхальное воскресенье один из них появляется в нетрезвом виде и смеётся над священниками, в результате чего его мать изгоняет его. В дороге он знакомится с политическим преступником, который предлагает присоединиться к нему.

## В ролях
| Актёр             | Роль      |
| ----------------- | --------- |
| Артур В. Джонсон  | Хосе      |
| Делл Хендерсон    | Мануэль   |
| Кейт Брюс         | мать      |
| Мэрион Леонард    |           |
| Чарльз Уэст       |           |
| Генри Б. Уолтхолл | Педро     |
| В. Кристи Миллер  | священник |
| Арт Экорд         |           |
| Линда Арвидсон    |           |
| Флоренс Баркер    |           |